# マルクス・フルウィウス・クルウス・パエティヌス
マルクス・フルウィウス・クルウス・パエティヌス（Marcus Fulvius Curvus Paetinus）は紀元前4世紀から紀元前3世紀の共和政ローマのプレブス（平民）出身の政治家・軍人。紀元前305年の補助執政官。

## 名前
凱旋式のファスティによると、マルクス・フルウィウス・クルウス・パエティヌスの父も祖父もルキウスというプラエノーメン（個人名、ファーストネーム）を名乗っている。しかし、紀元前305年の執政官のファスティはノーメン（第二名、氏族名）の「フルウィウス」の部分が現存しているのみであり、歴史家ティトゥス・リウィウス（紀元前59年頃 - 17年）は彼をマルクス・フルウィウスとしか呼んでいない。したがって、凱旋式のファスティのみが、彼のコグノーメン（第三名、家族名）とアグノーメン（第四名、添え名）が分かる資料である。しかし、クルウスもパエティヌスも身体的特徴に由来する名前であり、他のフルウィウス氏族の人物に、「クルウス・パエティヌス」のコグノーメン・アグノーメンを持つものはいない。このため、歴史家フリードリッヒ・ミュンツァー（en、1868 – 1942）は少なくともパエティヌス（斜視）のアグノーメンは後からつけられたものと考えている。

## 補充執政官
マルクス・フルウィウスは紀元前305年に補充執政官に就任するが、執政官を務めたのはこのときのみであった。この年、ローマは第二次サムニウム戦争に勝利した。リウィウスの主説では、執政官ティベリウス・ミヌキウス・アウグリヌスとルキウス・ポストゥミウス・メゲッルスはボウィアヌムの戦いで鮮やかにサムニウム軍に勝利し、ローマに戻り凱旋式を実施した（但し、凱旋式のファスティには記録されていない）。しかし別説ではティベリウス・ミヌキウスは戦闘での傷が元で死亡し、マルクス・フルウィウスが補充執政官に任命され、ミヌキウスの軍の指揮をとりボウィアヌム（現在のボヤーノまたはピエトラッボンダンテ）で勝利した。こちらの説はマルクス・フルウィウスがサムニウムに勝利したとする凱旋式のファスティと一致する。

## 参考資料
1. ↑  Friedrich Münzer : Fulvius 47). In: Paulys Realencyclopädie der classischen Altertumswissenschaft (RE). Band VII,1, Stuttgart 1910, Sp. 237.
2. ↑  ティトゥス・リウィウス『ローマ建国史』、IX, 44, 15.